# Martín Herreño
Herreño  Polanía est un nom espagnol. Le premier nom de famille, en général paternel, est Herreño ; le second, en général maternel, souvent omis, est Polanía.
Martín Santiago Herreño Polanía, né le 13 septembre 2006 à Bogota, est un coureur cycliste colombien. Il est membre de l'équipe VF Group-Bardiani CSF-Faizané.

## Biographie
Martín Herreño s'initie au cyclisme sur ses terres natales de Bogota, la capitale de la Colombie. En 2023, il remporte une étape de la version junior de la Clásica de Anapoima. La même année, il se classe deuxième du championnat de Colombie du contre-la-montre juniors. Il commence ensuite à concourir sur le circuit italien, afin d'être confronté à un niveau plus relevé,. Décrit comme un bon grimpeur, il se fait remarquer lors de la saison 2024 en obtenant diverses places d'honneur dans des courses escarpées. Il termine notamment quatrième du Tour du Frioul Juniors, tout en s'adjugeant le classement de la montagne. 
Grâce à ses performances, il passe professionnel dès 2025 au sein de la formation VF Group-Bardiani CSF-Faizané. Il y est accompagné par son compatriote et ami Edward Cruz. Comme d'autres jeunes de l'équipe, il bénéficie d'un calendrier aménagé, qui est adapté aux espoirs.

## Palmarès
- 2023
  - 1re étape de la Clásica de Anapoima Juniors
  - Clásico del Club Deportivo Boyacá Juniors
  - 2e du championnat de Colombie du contre-la-montre juniors
- 2024
  - 2e du Trofeo Graziella e Francesco Pistolesi
  - 2e du Gran Premio Città di Morbegno
  - 2e de Piasco-Montezemolo
  - 2e du Gran Premio Consorzio Marmisti della Valpantena